# Кронпрінценког
Кронпрінценког (нім. Kronprinzenkoog) — громада в Німеччині, розташована в землі Шлезвіг-Гольштейн. Входить до складу району Дітмаршен. Складова частина об'єднання громад Марне-Нордзе.
Площа — 28,85 км2. Населення становить 824 ос. (станом на 31 грудня 2020).

## Галерея

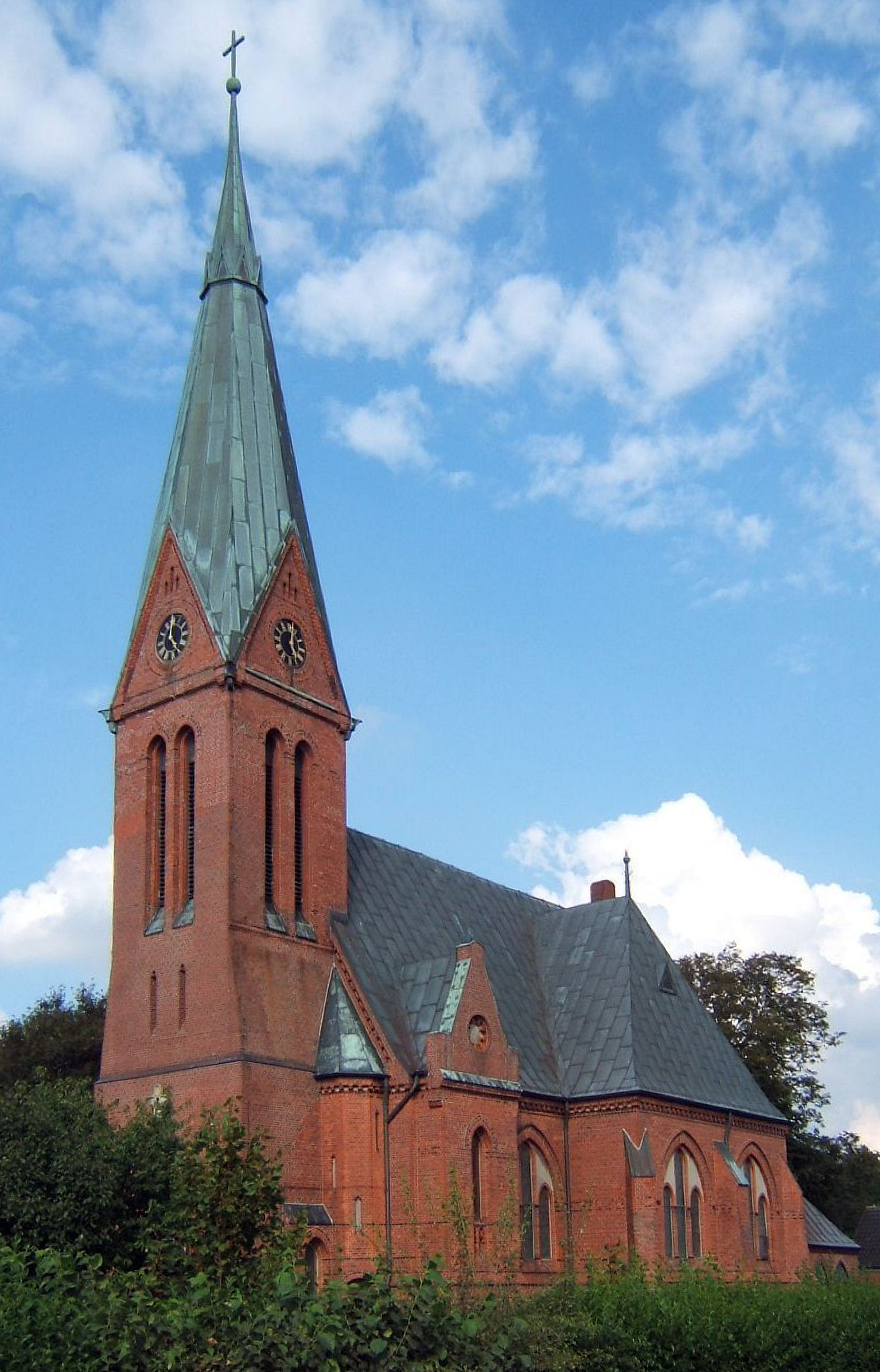